# Artaza-Escota
Pour les articles homonymes, voir Artaza et Artatza.
Artaza-Escota en espagnol ou Artatza-Axkoeta en basque est une commune ou une contrée appartenant à la municipalité d'Erriberagoitia dans la province d'Alava, située dans la Communauté autonome basque en Espagne.